# 溫琴佐·菲奧里洛
溫琴佐·菲奧里洛（義大利語：Vincenzo Fiorillo，1990年1月13日—）是一位意大利足球運動員。目前效力于意甲球隊沙勒尼塔納。在場上司職門將。他在2008年4月13日首次代表桑普多利亞參加意甲賽事。他代表意大利參加了2008年歐青賽。